# جيرمين باول
جيرمين باول (بالإنجليزية: Jermaine Paul)‏ هو عازف بيانو ومغني ومغن مؤلف أمريكي، ولد في 26 يوليو 1979 في هاريمان في الولايات المتحدة.

## وصلات خارجية
- الموقع الرسمي
- جيرمين باول على موقع ميوزك برينز (الإنجليزية)
- جيرمين باول على موقع أول ميوزيك (الإنجليزية)
- جيرمين باول على موقع ديسكوغز (الإنجليزية)